# Park Il-kap
Park Il-kap (kor. 박일갑, ur. 21 marca 1926  – zm. 11 września 1987 w São Paulo) – południowokoreański piłkarz i trener, występujący podczas kariery na pozycji pomocnika.

## Kariera klubowa
Park podczas kariery piłkarskiej występował w Seoul Army Club.

## Kariera reprezentacyjna
W reprezentacji Korei Południowej Park występował w latach 50. 
W 1954 został powołany do kadry na mistrzostwa świata. Na mundialu w Szwajcarii wystąpił w przegranym 0-9 meczu z Węgrami.

## Kariera trenerska
Po zakończeniu kariery piłkarskiej Park został trenerem. W 1967 trenował klub Yangzee FC, a w 1968 prowadził reprezentację Korei Południowej.